# Чемпионат России по вольной борьбе 2010
Чемпионат России по вольной борьбе 2010 года проходил с 25 по 27 июня во Дворце спорта волгоградских профсоюзов в Волгограде, отборочный на чемпионат мира в Москве с 6 по 12 сентября. Чемпионат посвящён 65-летию Великой Победы. В соревнованиях принимали участие 266 сильнейших спортсменов из 40 регионов страны. Среди собравшихся борцов — 13 заслуженных мастеров спорта, 36 мастеров спорта международного класса, а остальные — мастера и кандидаты в мастера спорта.

## Медалисты
| Категория | Золото                            | Серебро                         | Бронза                                                       |
| --------- | --------------------------------- | ------------------------------- | ------------------------------------------------------------ |
| До 55 кг  | Виктор Лебедев Якутия, Красноярск | Рамазан Сайпутдинов Дагестан    | Пётр Сивцев Якутия Джамал Отарсултанов Московская область    |
| До 60 кг  | Бесик Кудухов Северная Осетия     | Опан Сат Красноярск             | Виктор Банзаракцаев Бурятия Расул Муртазалиев Дагестан       |
| До 66 кг  | Алан Гогаев Северная Осетия       | Азамат Булатов Дагестан         | Амир Беруков Дагестан Магомедмурад Гаджиев Дагестан          |
| До 74 кг  | Денис Царгуш Московская область   | Руслан Валиев Северная Осетия   | Ирбек Фарниев Северная Осетия Залимхан Парангаев Дагестан    |
| До 84 кг  | Сослан Кцоев Северная Осетия      | Анзор Уришев Кабардино-Балкария | Андрей Валиев Северная Осетия Аслан Юнаев Московская область |
| До 96 кг  | Ибрагим Саидов Дагестан           | Арсланбек Алиев Дагестан        | Хаджимурат Гацалов Москва Марат Ибрагимов Москва             |
| До 120 кг | Билял Махов Дагестан              | Бахтияр Ахмедов Дагестан        | Кирилл Готовцев Красноярск Арсен Наниев Ставрополь           |

## Цитаты
Михаил Мамиашвили (25.06.2010):
Чемпионат России будет иметь решающее значение при формировании команды на сентябрьский чемпионат мира в Москве, поэтому жители и гости Волгограда увидят всех сильнейших борцов России. Чемпионат России по вольной борьбе в Волгограде станет незабываемым зрелищем и даст импульс для развития этого вида спорта в регионе. Волгоградская земля обладает большим спортивным потенциалом, лучшим свидетельством чему являются олимпийские победы Елены Исинбаевой, Татьяны Лебедевой, Алексея Попова, Максима Опалева и других. Я уверен, что объединив усилия Федерации спортивной борьбы России, с динамично развивающейся Федерации спортивной борьбы Волгоградской области и руководством региона, Волгоград займёт достойное место на борцовской карте России, и через некоторое время мы все будем гордиться большим победам представителей Города-героя на борцовских коврах.
Бесик Кудухов (25.06.2010):
Не могу сказать что полностью доволен своей борьбой. Недостатков еще много. В первую очередь сказывается отсутствие соревновательной практики. Фактически я не боролся с чемпионата мира прошлого года. Только одну схватку сделал на Кубке мира, но это не практика. Я еще не разборолся. Поэтому и движения не те, и настрой не тот. Надо будет сейчас пройти парочку турниров. Перед чемпионатом России я сделал большую работу. Сначала был сбор в горах Осетии, а затем с ЦСКА в Кисловодске. Но форма моя еще очень далека от идеала. Честно признаюсь в прошлом году мне выиграть было намного проще. В финале мы снова встретились с Опаном Сатом. За этот год он прибавил и в технике и уверенности. Все-таки с первого раза выиграл чемпионат Европы. Он стал более опытным. Как-то специально я на него не настраивался, боролся по ситуации. Вот у нас и получилось,что и он ничего не смог сделать и мне не давал.  Про чемпионат мира в Москве я пока говорить не могу. Я своё дело сделал, а там решение за тренерами.